# Fetele din piața Spaniei
Fetele din piața Spaniei (titlul original: în italiană Le Ragazze di piazza di Spagna)  este un film de comedie dramatică italian, realizat în 1952 de regizorul Luciano Emmer, protagoniști fiind actorii Lucia Bosè, Cosetta Greco, Liliana Bonfatti.

## Conținut
Trei croitorese frumoase de la unul dintre saloanele vestimentare de modă de lângă Piazza di Spagna din Roma, se adună pe treptele Scării Spaniole pentru a mânca prânzul și a vorbi despre viața și dragostea lor. Marisa este frumoasă, înaltă și zveltă, cea mai în vârstă dintr-o familie numeroasă, este logodită cu un șofer de camion; Elena locuiește cu mama ei văduvă și este îndrăgostită de un oportunist, Alberto, care este, amorezat pe fiica șefului; Lucia locuiește la periferia Romei, unde un jocheu mic de statură o venerează, dar ea, cu toate acestea, are ochi doar pentru bărbați înalți și îi ține pe mulți dintre aceștia în lesă. Apoi intră în viața lor taximetristul, care zilnic le observă de la distanță...

## Distribuție
- Lucia Bosè – Marisa
- Cosetta Greco – Elena
- Liliana Bonfatti – Lucia
- Marcello Mastroianni – Marcello, taximetristul
- Renato Salvatori – Augusto
- Mario Silvani – Alberto
- Ave Ninchi – mama lui Marisa
- Leda Gloria – mama lui Elena
- Eduardo De Filippo – Vittorio, feroviarul
- Anna Maria Bugliari – Leda
- Giorgio Bassani – profesorul/ naratorul
- Galeazzo Benti – bogatul care a condus-o pe Marisa acasă